# Танські

Герб Танські

Танські (пол. Tańscy, рос. Танские) — шляхетські роди різного походження.

## гербу власного
Засновником роду, за родинними переказами, був брацлавський полковник Михайло Танський (перша пол. XVII ст.), який в 1633 році отримав від короля Владислава IV Ваза привілеї на маєтки.
Відомі представники роду:
- Танський, Антон Михайлович (*? — †?) — компанійський (1706—10), білоцерківський (1710—12) і київський (1712—42) полковник; учасник різних кампаній Північної війни 1700—21, російсько-турец. війни 1710—11, російсько-перської війни 1722—23
- Танський, Василь Михайлович (*близько 1662 — †?) — ротмістр «волоської компанії» (1708—09), охочекомонний (1715, 1718—20) і переяславський (1726—35) полковник; учасник різних кампаній Північної війни 1700—1721, російсько-турецької війни 1710—1711, російсько-перської війни 1722—23
- Танський, Михайло Антонович (*1690-ті — †1747) — київський полковник (1742—47)
- Танський, Йосип Антонович (*близько 1706 — †після 1786) — учасник російсько-турецької війни 1735—1739; поручик Молдавського гусарського полку (1737);

До цього роду, мабуть, належав і поет середини XVIII ст. — Танський.

## гербу Наленч
Був представлений в Цішанівській землі.
- Шимон — підкоморій цішанівський
- Ян — інстигатор коронний

## гербу Ястребець
Був представлений в Мазовецькому воєводстві, Перемиській землі.
- Ельжбета — дружина Войцеха Пташинського
- Войцех, Бальцер, Вавжинець згадані 1697 року.